# Advanced Composition Explorer
L' Advanced Composition Explorer (ACE) és una nau espacial robòtica que forma part del Programa Explorer de la NASA. Va ser llançada el 25 d'agost de 1997 i té com a objectiu principal estudiar el vent solar. A partir de les partícules obtingudes es pot comprendre millor la composició de la matèria dels meteorits i dels diferents cossos del Sistema Solar. També s'han analitzat els diferents moviments d'acceleració de les partícules, fet que ajuda a entendre el model físic vigent, a partir de les dades extretes de les explosions d'estrelles a la galàxia, que envien onades ionitzades a grans distàncies i són recollides pels aparells de mesura d'ACE.